# Pseudocladophora
Pseudocladophora, rod zelenih algi smješteen u vlastitu porodicu Pseudocladophoraceae, dio reda Cladophorales.

## Vrste
1. Pseudocladophora conchopheria (Sakai) Boedeker & Leliaert - tipična
2. Pseudocladophora horii (C.Hoek & Chihara) Boedeker & Leliaert